# Mercedes-Benz 190 SL
O Mercedes-Benz 190 SL (W121) é um roadster de luxo de duas portas produzido pela Mercedes-Benz entre maio de 1955 e fevereiro de 1963. Internamente conhecido como W121 (BII), ele foi mostrado pela primeira vez em protótipo no Salão do Automóvel de Nova Iorque de 1954 e estava disponível com um teto rígido removível opcional.